# Mohamed Abdelwahab
Mohamed Abdelwahab (noto anche come Mohamed Abdel-Wahab; Fayyum, 1º ottobre 1983 – Il Cairo, 31 agosto 2006) è stato un calciatore egiziano, di ruolo difensore.

## Biografia
Muore il 31 agosto 2006, all'età di 22 anni, durante una sessione di allenamento mattutina con l'Al-Ahly, a causa di un collasso dovuto a una cardiopatia congenita.

## Carriera
Inizia la propria carriera da professionista nelle file dell'Aluminium di Nag Hammadi, dove attira l'attenzione dell'allora allenatore della nazionale Under-20 egiziana Hassan Shehata, che lo convoca per la Coppa d'Africa di categoria del 2003, disputata in Mali e vinta proprio dall'Egitto, e per il campionato mondiale di categoria del 2003, giocatosi negli Emirati Arabi Uniti. Nello stesso anno firma un contratto per l'Al Dhafra, venendo immediatamente girato in prestito all'ENPPI. Nel 2004 passa all'Al-Ahly, con cui vince in due anni due campionati egiziani e una CAF Champions League.
Il tecnico della nazionale maggiore egiziana, Marco Tardelli, lo convoca per le qualificazioni al campionato del mondo 2006; debutta in nazionale il 6 giugno 2004 contro il Sudan. Partecipa alla Coppa d'Africa 2006.

## Palmarès

### Club
- Campionato egiziano: 2

Al Ahly: 2005, 2006
- CAF Champions League: 1

Al Ahly: 2005

### Nazionale egiziana
- Coppa d'Africa Under-20: 1

2003
- Coppa d'Africa: 1

2006